# Marco Rubio
Marco Antonio Rubio (Miami, 28 de mayo de 1971) es un político y diplomático conservador estadounidense de ascendencia cubana, perteneciente al Partido Republicano. Es el Secretario de Estado de los Estados Unidos desde el 21 de enero de 2025 y, como tal, el cuarto en la línea de sucesión presidencial del país, convirtiéndose en el primer político de ascendencia hispana en obtenerlo.
Es también el primer político estadounidense en ser elegido para ocupar cargos públicos de forma simultánea: secretario de estado, consejero de seguridad nacional, administrador de USAID y archivista de los Estados Unidos.
Hijo de inmigrantes cubanos, ha sido legislador de Florida, fue uno de los senadores en el Congreso de los Estados Unidos con raíces cubanas. Rubio fue precandidato del Partido Republicano para las elecciones presidenciales de Estados Unidos de 2016.

## Biografía
Marco Rubio nació en Miami, Florida, como segundo hijo de los inmigrantes cubanos Mario Rubio y Oria García. Sus padres habían emigrado de Cuba a los Estados Unidos en 1956 y se naturalizaron como ciudadanos en 1975, antes de que Fidel Castro tomara el poder en Cuba. Su padre trabajó como mesero de banquetes, mientras que su madre alternó trabajos como camarera de hotel y obrera en una fábrica, además de cuidar de su hogar y sus hijos.
De familia católica, Rubio realizó su primera comunión en 1984. Fue confirmado y se casó en 1998 en una ceremonia católica en la iglesia de la Pequeña Flor (Little Flower Church)  con Jeanette Dousdebes, nacida en la Florida de padres colombianos que habían emigrado, donde fue cajera de un banco y animadora de los Miami Dolphins. Los Rubio tienen cuatro hijos y viven en West Miami, Florida.
Rubio es bilingüe, al manejar el inglés y el español se graduó en el colegio South Miami Senior High School en 1989. Estudió en la Universidad de Florida y en la Universidad de Miami, donde obtuvo su título de abogado.

## Ámbito político
Rubio es del ala conservadora del Partido Republicano.
En enero de 2000 salió elegido para la Casa de Representantes de Florida y fue entre 2006 y 2010 portavoz del Parlamento.
En 2010 consiguió un lugar en el Senado de los Estados Unidos, siendo el candidato favorito del Tea Party. Marco Rubio es desde entonces el primer hijo de cubanos en el Senado Norteamericano. El gobernador de Florida, Charlie Crist, que también buscaba ese mismo sillón renunció por ello a su pertenencia al Partido Republicano. La candidatura de Rubio para el Senado se ha visto empañada por investigaciones, según las cuales podría haber utilizado su tarjeta de crédito del partido republicano para fines personales, sin haber declarado estos gastos a Hacienda. Esto no ha sido probado. Es uno de los senadores que más dinero ha recibido de la Asociación Nacional del Rifle, que le ha donado 3.303.355 de dólares.

### Precandidato a presidente
El 13 de abril de 2015, el senador Marco Rubio anunció en la Freedom Tower de Miami su precandidatura de cara a las elecciones presidenciales de Estados Unidos de 2016. Se convirtió oficialmente en el tercer candidato republicano tras Ted Cruz y Rand Paul para 2016. Compitió en el espacio republicano por la candidatura presidencial contra otros precandidatos como Jeb Bush, Donald Trump, Cruz, Paul y Ben Carson, durante las primarias presidenciales del martes 15 de marzo de 2016, decidió retirarse definitivamente de la contienda en consecuencia a su derrota en el propio estado en el cual el era senador (Florida) frente al político y magnate Donald J. Trump.
En 2016, promulgó un proyecto de ley conocido como "Nica Act" que tiene como objetivo limitar el acceso de Nicaragua a préstamos internacionales.
Contribuye a los esfuerzos de la administración Trump para endurecer las sanciones económicas en contra del gobierno de Venezuela y se manifestó a favor de un golpe de las Fuerzas Armadas venezolanas para derrocar a Nicolás Maduro.

## Secretario de Estado de los Estados Unidos
En noviembre de 2024, se informó que Trump había elegido a Rubio como Secretario de Estado de los Estados Unidos en su segunda administración;  Trump confirmó esto el 1 de noviembre: Rubio sería el primer latino en ocupar ese puesto. A diferencia de muchas de las otras nominaciones de Trump para el gabinete, la de Rubio ha generado poca controversia. Ha sido elogiado tanto por republicanos como por demócratas. Rubio compareció ante el Comité de Relaciones Exteriores del Senado el 15 de enero de 2025. Durante la audiencia, calificó a China como "el adversario casi par más potente y peligroso al que se ha enfrentado esta nación" y dijo que el Partido Comunista Chino había "mentido, engañado, pirateado y robado para alcanzar el estatus de superpotencia global a costa nuestra".
Trump nominó formalmente a Rubio, entre otros, el 21 de enero de 2025, como uno de sus primeros actos como presidente. El Comité de Relaciones Exteriores del Senado aprobó por unanimidad su nominación y el Senado lo confirmó unas horas más tarde con una votación de 99 a 0.

## Posiciones políticas
En febrero de 2018, atrajo la controversia luego del tiroteo en la Escuela Secundaria Stoneman Douglas en un evento del ayuntamiento celebrado por CNN cuando fue interrogado por un sobreviviente del tiroteo sobre los supuestos $3.303.355 que había recibido en donaciones de la Asociación Nacional del Rifle. Rubio respondió: “Siempre aceptaré la ayuda de cualquiera que esté de acuerdo con mi agenda”.
En marzo de 2018, Rubio defendió la decisión de la administración Trump de agregar una pregunta de ciudadanía al censo 2020. Los miembros republicanos del congreso de Florida, Ileana Ros-Lehtinen y Mario Díaz-Balart, criticaron la decisión de la administración Trump sobre la base de que esto conduciría a un censo defectuoso y traería desventaja a Florida en términos de distribución del Congreso y distribución de fondos.
En julio de 2018, Rubio ofreció una enmienda a un importante proyecto de ley de gastos del Congreso para obligar a las compañías que compran bienes inmuebles en efectivo a revelar a sus propietarios como “un intento de erradicar a los delincuentes que usan fondos ilícitos y compañías fantasmas anónimas para comprar casas”.
El 28 de agosto de 2018, Rubio y otros 16 miembros del Congreso instaron a los Estados Unidos a imponer sanciones bajo la Ley Global Magnitsky contra los funcionarios chinos que son responsables de los abusos de los derechos humanos contra la minoría musulmana uigur en Sinkiang.